# Port lotniczy Jeonju
Port lotniczy Jeonju (IATA: CHN, ICAO: RKJU) – port lotniczy położony w mieście Jeonju, w Korei Południowej.